# عبد الحفيظ الأشهب
عبد الحفيظ عبد السلام الأشهب (نوفمبر 1927 - 5 مارس 2018) هو مناضل فلسطيني وطبيب ووزير سابق في السلطة الوطنية الفلسطينية.

## نشأته وتعليمه
وُلِدَ الأشهب في مدينة الخليل في منزل عائلة الأشهب المحاذي للمسجد الإبراهيمي الشريف، ثم انتقلت العائلة للعيش في حي عين خير الدين، حيث كبر وترعرع. تلقى الأشهب تعليمة الابتدائي في مدرسة الخليل الابتدائية (الإبراهيمية حاليًا) وأكمل دراسته الثانوية عام 1946 في القدس في الكلية الابراهيمية التي كان يديرها التربوي نهاد عليان أبو غربية. عمل بعد ذلك ولمدة ثلاث سنوات معلما في مدارس حلحول والخليل، وفي هذه الأثناء حلت بالشعب الفلسطيني نكبة عام 1948، وشارك منذ ذلك الحين في النضال ضد الإحتلال الإسرائيلي. وقرر دراسة الطب لمساعدة أهالي الخليل بسبب نقص الأطباء في المحافظة وانتشار الأمراض، وهكذا غادر سِلك التعليم عام 1949، والتحقَ بكلية الطب في الجامعة السورية بدمشق، وانخرط وهو على مقاعد الدراسة الجامعية بنشاط الحركات الطلابية والأحزاب القومية، مما أتاح له فرصة التعرف على رواد تلك الحركات ومناضليها مثل جورج حبش. تخرج في جامعة دمشق عام 1956 حائزًا على شهادة بكالوريوس في الطب، وسرعان ما التحق بالجيش العربي، ليعمل طبيبًا في الخدمات الطبية الملكية. وفي ربيع عام 1957 وبسبب أفكار الدكتور الأشهب التقدمية ونشاطه الوطني تم تسريحه من الجيش وتم أعتقاله والزج به في سجن الزرقاء العسكري لعدة أشهر.

## عمله
بعد خروجه من السجن افتتح عيادة خاصة في مدينة الخليل في منطقة باب الزاوية، وكانت ثالث عيادة خاصة في المدينة، حيث سبقه د. محمد يحيى شاور والدكتور حافظ عبد النبي النتشة. وبسبب نشاطه الوطني سرعان ما اعتقلته السلطات الأردنية من جديد عام 1958 وحكمت عليه بالسجن ثلاث سنوات قضاها في سجون عمان والخليل ونابلس. وبعد قضاء محكوميته في السجن والإفراج عنه عاد لمزاولة عمله في عيادته الخاصة في الخليل، وكان معروفًا عنه مداواة المرضى الفقراء بلا مقابل. وظلَّ ناشطًا في العمل الوطني والاجتماعي العام إلى جانب عمله المهني، حيث انتُخب عضوًا في مجلس نقابة الأطباء الأردنية، وكان عضوًا مؤسسًا ورئيسًا للجنة الفرعية للنقابة في الخليل. والى جانب ذلك شارك في تأسيس وقيادة العديد من المؤسسات الخيرية والوطنية في محافظة الخليل ومنها رابطة الجامعيين وجمعية الهلال الأحمر الفلسطينية وجمعية اصدقاء المريض وجمعية تنظيم وحماية الأسرة وجمعية الإسكان التعاونية. وبعد نكسة 1967 واحتلال إسرائيل للضفة الغربية نشط في اطار الجبهة الوطنية وتم اختياره عضوا في لجنة التوجيه الوطني التي شكلت رافعة النضال السياسي في الضفة الغربية والقطاع، وقد عُرف عنه مداواته للعديد من المناضلين.

### وزيرًا في السلطة الفلسطينية
شارك في أول حكومة للسلطة الوطنية الفلسطينية عام 1994، حيث تولّى وزارة البريد والاتصالات التي تولّت مهمة إنشاء وتطوير البريد الفلسطيني في الضفة الغربية وقطاع غزة، ووقع الأشهب اتفاقية التعاون البريدي مع المملكة الأردنية الهاشمية، كما مثََّل السلطة في العديد من المؤتمرات العربية والدولية وهو الذي مهد الطريق لتأسيس أول شركة اتصالات فلسطينية.

## وفاته
تُوفي عبد الحفيظ الأشهب يوم الإثنين في مدينة الخليل عن عمر يناهز التسعين عامًا. وقامت جبهة النضال الشعبي الفلسطيني متمثلة بأحمد المجدلاني بنعيه، وكان الأشهب قد تزوج من الناشطة في الحقلين النسوي والتربوي المعلمة هيام الحموري ولهم من الأبناء ثلاثة: حازم وعاصم ومعتصم